# New Dawn (Rose)
Die Rosensorte New Dawn ist eine der beliebtesten Kletterrosen. Sie ist ein Sport der Sorte 'Dr. W. van Fleet' und wurde 1930 in der Somerset Rose Nursery entdeckt.

## Wuchs und Eigenschaften
Obwohl sie von der Rosa wichuraiana abstammt, blüht sie nicht nur einmal, sondern remontiert. Ihre großen, zart rosa, locker gefüllten Blüten duften nach Apfel und wachsen in Büscheln. Im Herbst bildet sie viele Hagebutten, aus denen sich leicht Sämlinge kultivieren lassen.
Sie hat gesundes, dichtes Laub an langen, stark bestachelten Trieben, die bis zu 4 m lang werden. 'New Dawn' ist sehr pflegeleicht, robust und verträgt auch Halbschatten. Insgesamt hat sie so gute Eigenschaften, dass sie 1997 zur Weltrose gewählt wurde. Sie wurde als erste Rose in den USA patentiert. 1959 wurde von Berger 'White New Dawn' entdeckt – ein weißer Sport mit sonst gleichen Eigenschaften.

## Verwendung
'New Dawn' kann an einer Rankhilfe in Kombination mit Waldreben, z. B. Clematis viticella 'Etoile Violette' oder Clematis viticella 'Kermesina', gepflanzt werden; eine traditionelle Kombination in der englischen Gartenkultur.

## Auszeichnungen
- Weltrose 1997